# Extent
Extent (spolszczenie w l.mn.: ekstenty) – przylegający do danego pliku fizycznie obszar przestrzeni dyskowej zarezerwowany dla tego pliku, wydzielany i przyznawany danemu plikowi w określonym katalogu przez system plików; rozwiązanie techniczne polegające na takim rezerwowaniu. Technologia ta ma na celu zmniejszenie fragmentaryzacji danych, zwiększając jednocześnie efektywność ich użytkowania.

## Rys techniczny
1. . Podczas tworzenia nowego pliku rezerwowany jest dla niego cały określony parametrami extent.
2. . Jeśli zapisany plik jest mniejszy od przydzielonej dla niego przestrzeni dyskowej, zapisywane są w niej następne modyfikacje tego pliku.

## Systemy plików używające extentów
- NTFS Microsoftu
- HFS i HFS+ Apple Inc., używane przez OS X
- XFS
- Reiser4
- ext4 (Linux i systemy unix)